# Faust (Marlowe)

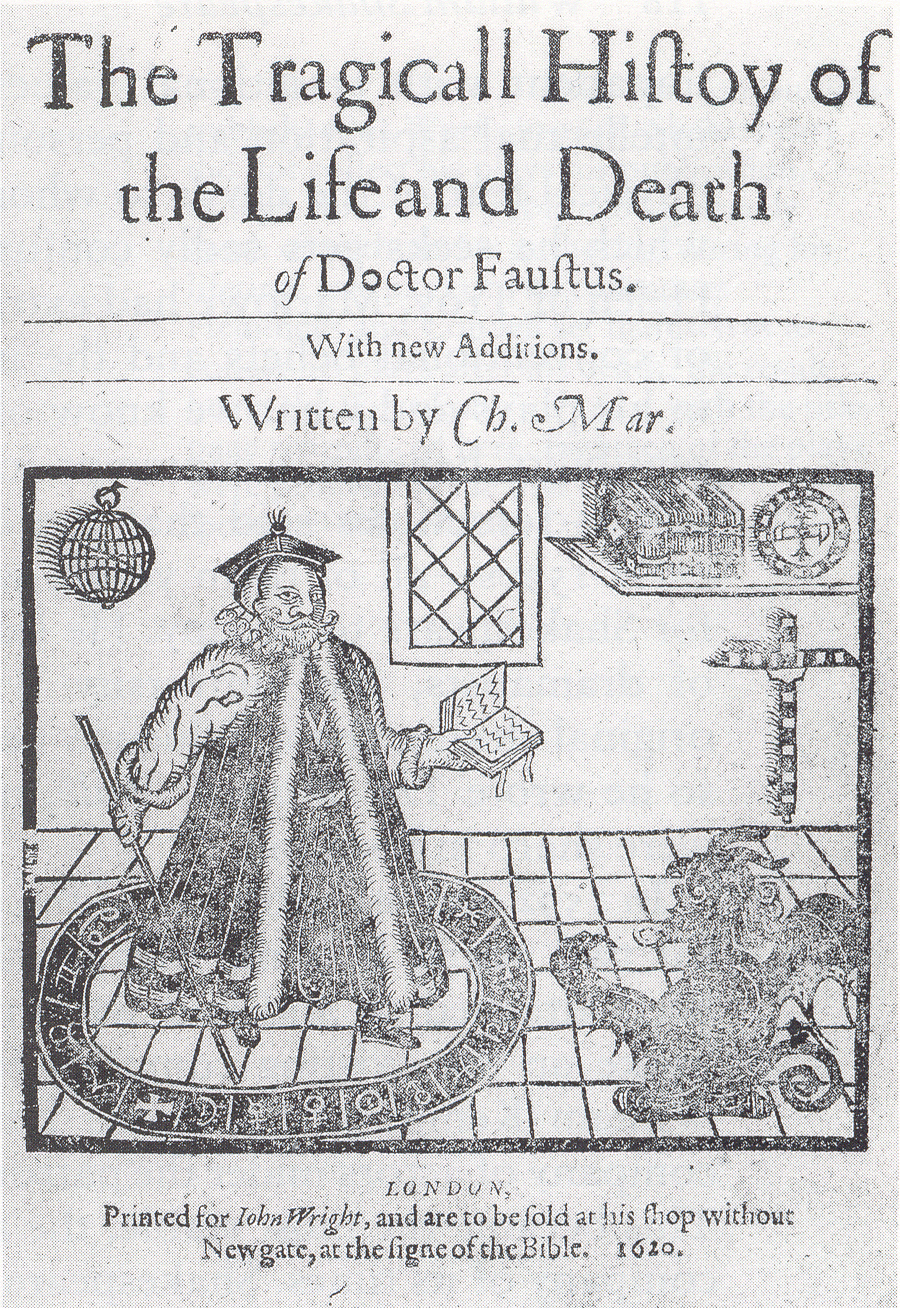
Titelsida 1620; djävulen kommer fram.

Den tragiska historien om doktor Faustus (engelska originaltiteln The Tragicall History of the Life and Death of Doctor Faustus) är ett drama i fem akter skrivet av Christopher Marlowe i slutet av 1500-talet. Det gavs ut postumt 1604.
I Marlowes drama säljer Faustus sin själ till djävulen i utbyte mot kunskap och "ett liv av 24 år i vällust".
Faustmyten hade dessförinnan vuxit fram i Tyskland under 1500-talet och 1587 kommit i tryck under titeln Historia von D. Johann Fausten.

## Dramats mest centrala personer
- Faustus - doktor boende i Wittenberg
- Wagner - Faustus' tjänare
- Zakaria - Faustus' vän
- Cornelius - Faustus' vän
- Mephistophilis - Djävul/demon
- Lucifer - Djävulen, den fallna ängeln
- Belzebub - Lucifers medregent i helvetet

## Handlingen
Akt I: Faustus, pådriven av Zakaria och Cornelius, väljer svartkonsten framför andra "yrken". Han åkallar demonen Mephistophilis samt erbjuder sin själ till Lucifer i utbyte mot att få kunskap, ett liv i vällust och Mephistophilis som hans tjänare.
Akt II: Faustus skriver på Lucifers avtal med sitt eget blod. Han frågar sedan ut Mephistophilis om astronomi och världens uppbyggnad. När Faustus nämner Gud får han besök av Lucifer & Belzebub som påminner honom om att hans lojalitet ligger hos dem nu och inte Gud. 
Akt III: Efter att ha flugit världen över på en drake beger sig Faustus och Mephistophilis till Rom. Där befriar de, i skepnad av kardinaler, Bruno (fd. Påve) och sedan, i osynlig skepnad, både retar de och slår de påven.
Akt IV: Faustus bosätter sig vid kejsarens hov i Tyskland. Han framkallar Alexander den stores skepnad och straffar Benvolio, med ett par horn, för hans tvivel. Benvolio svär att hämnas, lägger sig i bakhåll med några kumpaner och hugger huvudet av Faustus. Faustus reser sig, ger Benvolio och hans kumpaner horn och skickar en grupp djävlar att plåga dem genom att dra dem genom snårskog och lera. Faustus återvänder till Wittenberg.
Akt V: Tiden börjar rinna ut så Faustus skriver sitt testamente och håller en sista fest. Han börjar tvivla, men tillber Lucifer med en sista önskan om att få den sköna Helena som älskarinna. Ett par lärde besöker Faustus och hör hans sista förtvivlande beklagande, den sista timman, innan han förs ned i helvetet.